# Kidugalo - et spedalskhedshospital i Tanzania
Kidugalo - et spedalskhedshospital i Tanzania er en dansk dokumentarfilm fra 1970, der er instrueret af Ole Neesgaard efter eget manuskript.

## Handling
Spedalskhed er ikke mere en håbløs sygdom. Den kan helbredes, når den blot opdages i tide. "Kidugalo" er navnet på en spedalskhedskoloni i Tanzania. Hospitalet er støttet af Brødremenighedens Danske Mission. "Kidugalo" betyder "Vejs ende", fordi man her har samlet patienter, som er blevet behandlet for sent, så deres hænder og fødder er forkrøblede. Navnet burde ændres, for takket være lægers og fysioterapeuters fælles arbejde er patienternes tilværelse ikke håbløs.